# DJ Ashba

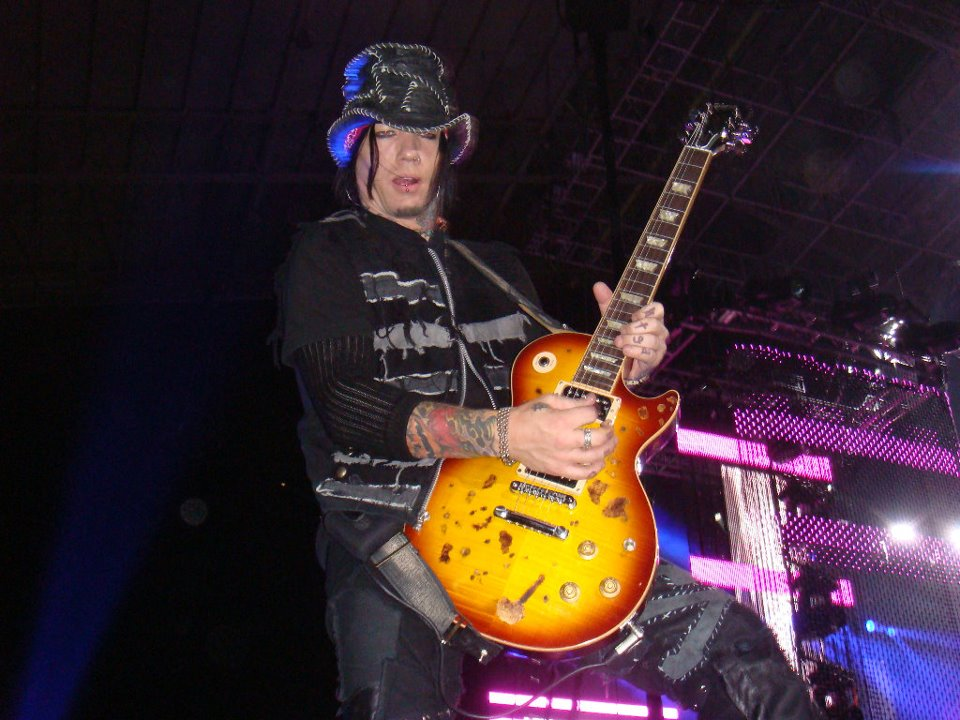
DJ Ashba (2012)

DJ Ashba (* 10. November 1972 in Monticello, Indiana; eigentlicher Name Darren Jay Ashba) ist ein US-amerikanischer Gitarrist und Produzent. Er ist derzeit bei Sixx:A.M. tätig und war von 2009 bis 2015 bei Guns N’ Roses. Seine erste Bekanntheit erlangte er als Songwriter bei Mötley Crüe.

## Leben
Kurz nach Ashbas Geburt in Monticello zog seine Familie nach Fairbury, Illinois um. Er wuchs auf einem Bauernhof auf und verbrachte dort seine komplette Kindheit. Da seine Mutter eine gute Pianistin war, lernte er bereits mit drei Jahren Klavierspielen. Nebenbei sammelte er Teile von Schlagzeugen und baute daraus mit acht Jahren sein eigenes Drumset. Von seinem Geld, das er mit Landarbeit verdient hatte, kaufte er sich eine E-Gitarre. Dadurch konnte er mit einem Freund eine Band gründen. Dieser brachte ihm das Gitarrespielen bei, indem er in ein Holzbrett Akkorde mit einem Taschenmesser hineinschnitt. Da seine gläubigen Eltern ihm vieles verboten, saß er nun stundenlang daheim und lernte Gitarre spielen. Als er an seinem 16. Geburtstag auf ein Mötley-Crüe-Konzert gehen durfte, beschloss er, Profimusiker zu werden. Seine ersten Bands hießen Beautiful Creatures und Barracuda. Außerdem war er solo unterwegs. Er bekam einen Vertrag bei Warner und schrieb mit Mötley Crüe an dem neuen Album Saints of Los Angeles. 2007 nahm er mit Nikki Sixx und James Michael den Soundtrack für das Buch The Heroin Diaries auf. Dabei entstand die Band Sixx:A.M., die immer noch aktiv ist. Im Februar 2009 wurde er bei Guns N’ Roses als Nachfolger für den entlassenen Robin Finck vorgestellt. Im Juli 2015 gab er bekannt, nach über sechs Jahren Guns N’ Roses zu verlassen, um sich auf Sixx:A.M. und seine Familie zu konzentrieren.
Im Februar 2018 gingen James Michael und D.J Ashba auf Facebook live um das neue gemeinsame Projekt Pyromantic bekannt zu geben. Außerdem erklärten sie, dass Sixx:A.M. für unbekannte Zeit eine Pause einlegen werde. Im August wurde bekannt, dass James Michael nicht länger Teil von Pyromantic ist, da er sich auf seinen Podcast und die Gründung seiner Plattenfirma konzentrieren wolle.

## Familie
Im August 2013 verkündete Ashba, er habe sich mit seiner Freundin, dem Model Nathalia Henao, verlobt. Das Paar heiratete am 23. September 2013 in Las Vegas. Er lebt seit 2012 in Las Vegas.